# Коцо Вила
Коцо Вила је насеље у Италији у округу Сиракуза, региону Сицилија.
Према процени из 2011. у насељу је живело 232 становника. Насеље се налази на надморској висини од 23 м.